# Appius Claudius Crassus (konsul 471 f.Kr.)
Appius Claudius Crassus, egentligen Appius Claudius Crassus Inregillensis Sabinus, död 449 f.Kr., var en romersk statsman. Han var konsul 471 f.Kr. och 451 f.Kr. Han var därtill en av medlemmarna av decemviratet.